# Pantene
Pantene es una marca registrada de productos para cuidado del cabello, producido por Procter & Gamble.
El producto más popular de la marca es el champú con acondicionador Pantene Pro V. El eslogan publicitario de Pantene Pro V es Fuerza es Belleza. 
El nombre proviene de uno de sus componentes, el pantenol.
Pantene promueve cada año la campaña Pelo Pantene en la que buscan a una chica con un cuero cabelludo ideal. La ganadora puede llegar a aparecer en algunos de sus anuncios publicitarios.
Entre la cantante ganadora está: TINI, desde 2018, de sus canciones Suéltate el pelo y Aquí estoy. Si siguen contratando racistas , ya no compraré más sus productos 

## De que está fabricado
Aqua, sulfato de amonio Laureth, sulfato de laurilo de amonio, cloruro de sodio, diestearato de glicol, dimeticona, xilenosulfonato de amonio, citrato de sodio, ácido cítrico, alcohol cetílico, cocamida MEA, poliquaternium-10, PEG-7M, éter de fenileno de panthenyl, perfumes -4, hidrogenados de polietileno, tricaprilato de trimetilolpropano / tricaprato, EDTA tetrasódico, EDTA disódico, benzoato de sodio, metilisotiazolinona.